# Į̃
Į̃ (minuscule : į̃, ou į̇̃ en lituanien), appelé I tilde ogonek, est une lettre latine utilisée dans l’écriture du lituanien. Il s’agit de la lettre I diacritée d’un tilde et d’un ogonek.

## Utilisation
En lituanien, le I ogonek ‹ Į, į › peut être combiné avec un tilde indiquant une syllabe tonique, et celui-ci conserve son point en chef en bas de casse : ‹ Į̃, į̇̃ ›.

## Représentations informatiques
Le I tilde ogonek peut être représenté avec les caractères Unicode suivants : 
- composé et normalisé NFC (latin étendu A, diacritiques) :

| formes                | représentations | chaînes de caractères | points de code       | descriptions                                                                 |
| --------------------- | --------------- | --------------------- | -------------------- | ---------------------------------------------------------------------------- |
| capitale              | Į̃               | Į◌̃                    | U+012E U+0303        | lettre majuscule latine i ogonek diacritique tilde                           |
| minuscule             | į̃               | į◌̃                    | U+012F U+0303        | lettre minuscule latine i ogonek diacritique tilde                           |
| minuscule lituanienne | į̇̃               | į◌̇◌̃                   | U+012F U+0307 U+0303 | lettre minuscule latine i ogonek diacritique point en chef diacritique tilde |

- décomposé et normalisé NFD (latin de base, diacritiques) :

| formes                | représentations | chaînes de caractères | points de code              | descriptions                                                                             |
| --------------------- | --------------- | --------------------- | --------------------------- | ---------------------------------------------------------------------------------------- |
| capitale              | Į̃               | I◌̨◌̃                   | U+0049 U+0328 U+0303        | lettre majuscule latine i diacritique ogonek diacritique tilde                           |
| minuscule             | į̃               | i◌̨◌̃                   | U+0069 U+0328 U+0303        | lettre minuscule latine i diacritique ogonek diacritique tilde                           |
| minuscule lituanienne | į̇̃               | i◌̨◌̇◌̃                  | U+0069 U+0328 U+0307 U+0303 | lettre minuscule latine i diacritique ogonek diacritique point en chef diacritique tilde |